# Gonds
Els gonds o gondis són un poble dravídic de l'Índia, format per més de quatre milions de persones actualment, que viuen als estats de Maharashtra, Madhya Pradesh, Andhra Pradesh, Jharkhand, i Chhattisgarh. La majoria viu de l'agricultura; alguns són funcionaris.

## Particularitats
La seva estructura interna és complexa: a Chanda i Bastar hi ha alguns pobles (màries, parjes, koyes) emparentats als gonds com a pobles dràvides però ètnies separades. En general són endogàmics. Les seves principals divisions són els raj gonds (l'aristocràcia) i els dhur o dust gonds (el poble); aquestos darrers són anomenats pels hindús com ravanvansis o descendents del domini Ravana, que fou destruït per Rama. La major part dels antics zamindars i altres caps gonds eren del grup dels raj gonds, havent estat admesos a l'hinduisme i que justificaven la seva posició per haver enllaçat amb els rajputs, cosa que sense deixar de ser certa en casos individuals, no ho és en general; també un grup anomenat khatulha gonds, que viuen el nord, tenen un estatus més alts que els gonds ordinaris i s'haurien originat a l'estat de Khatola a Bundelkhand.
Les cerimònies, com el matrimoni, imitant les cerimònies hindús amb menors diferències. Pel casament un cap de família gond dona preferència a casar als seus fills amb els fills de la seva germana. El matrimoni es fa en edat adulta i el divorci i el segon matrimoni de les vídues està permès lliurement. Les cerimònies funeràries tenen característiques pròpies: el cos és posat amb els peus al sud; les classes altes cremen els seus morts encara que antigament s'acostumava a enterrar el cos prop de la casa on vivia. Les animes són homenatjades durant cinc dies i la seva veneració segueix per generacions.
La seva religió és animista; els seus deus són els ancestres i el lloc de culte és la cuina de la casa; el deu principal és Bura Deo però n'hi ha molts altres incloent deus hindús, com Bhimsen, un dels germans Pandaves, Pharsi Pen deu de la destral de guerra, Ghangra, l'anell del coll dels bous, Chawar, la cua de les vaques, Bagh Deo el tigre; Dulha Deo, el nuvi al que es va emportar un tigre, Palo, la funda de les puntes de llança, i altres.
Físicament són de menor estatura i de color fosc. El cos és proporcionat, el cap és rodó, la boca gran, els forats del nas dilatats, llavis densos, el pel negre i poca barba i bigoti.
La major part parlen l'hindi però la meitat més o menys (no menys de dos milions) conserven la seva llengua pròpia el gondi.